# Репресовані діячі Української Автокефальної Православної Церкви (1921–1939)
Репресовані діячі Української Автокефальної Православної Церкви (1921—1939) — довідник, що містить біографічні відомості про 86 репресованих священнослужителів і церковнослужителів Української Автокефальної Православної Церкви (з 1930 р. — Української Православної Церкви) в міжвоєнний період. Інформація ґрунтується на документах, які зберігаються у фондах Галузевого державного архіву Служби безпеки України.
Для науковців, архівістів, релігієзнавців, усіх, хто цікавиться історією Церкви новітньої доби в Україні.
Затверджено до друку вченою радою Інституту української археографії та джерелознавства ім. М. С. Грушевського НАН України, протокол № 6 від 22 червня 2010 р.

## Вихідні дані
Бухарєва І. В., Даниленко В. М., Окіпнюк В. М., Преловська І. М. Репресовані діячі Української Автокефальної Православної Церкви (1921–1939): біографічний довідник. – К.: Смолоскип, 2011. – 182 с., іл. ISBN 978–966–2164–38–1

## Список біографій
1. Аврамов Іван Миколайович
2. Артеменко Григорій Юхимович
3. Биковець Костянтин Петрович
4. Білик Володимир Михайлович
5. Богданович Андрій Петрович
6. Бодя Андрій Адамович
7. Борецький Микола Миколайович
8. Бутко Іван Омелянович
9. Вакуленко Іван Маркович
10. Ващенко Василь Семенович
11. Ващенко Іван Іванович
12. Ведюк Юхим Родіонович
13. Верещака Іван Григорович
14. Войцех Григорій Євтихійович
15. Вороненко Никифор Романович
16. Воскобойник Іван Іванович
17. Гармаш Григорій Данилович
18. Геращенко Федір Васильович
19. Гордовський Порфирій Іванович
20. Дзябенко Онисим Мусійович
21. Жевченко Юрій Володимирович
22. Жовницький Пилип Якович
23. Зінченко Іван Данилович
24. Іваницький Іван Іванович
25. Івко Василь Григорович
26. Ілляшенко Аркадій Петрович
27. Іценко Захар Якович
28. Карпенко Григорій Олексійович
29. Карпенко Дмитро Степанович
30. Кійченко Олексій Іванович
31. Климко Василь Степанович
32. Кодинець Михайло Антонович
33. Коленко Андрій Васильович
34. Кононенко Григорій Йосипович
35. Кордон Максим Маркович
36. Корсунський Юрій Миколайович
37. Кохно Микита Прокопович
38. Кривчун Митрофан Максимович
39. Кротевич Костянтин Максимович
40. Купраш Степан Якович
41. Кухаренко Андрій Опанасович
42. Лазаренко Феофан Іванович
43. Левандовський Іполит Лукич
44. Левченко Іван Пилипович
45. Липківський Василь Костянтинович
46. Лободіна Євгенія Іванівна
47. Ляхно Опанас Петрович
48. Малиновський Петро Миколайович
49. Медведєв Юхим Филимонович
50. Мовчан-Моргуненко Яким Каленикович
51. Мостовий Сергій Устимович
52. Науменко Михайло Прокопович
53. Нейолов Митрофан Федорович
54. Оксіюк Йосип Федорович
55. Оніпко Тихон Семенович
56. Пащенко-Пасько Андрій Іванович
57. Петров Артемій Костянтинович
58. Пінчук Павло Кіндратович
59. Потієнко Василь Васильович
60. Поцяпун Семен Степанович
61. Расько Архип Іванович
62. Рибалка Іван Дмитрович
63. Різенко Олександр Федорович
64. Рябчевський Борис Павлович
65. Сагайдачний Іван Левкович (Леонтійович)
66. Сергієнко Іван Омелянович
67. Середа Яків Володимирович
68. Сільвестров Іван Гнатович
69. Слухаєвський Борис Петрович
70. Слухаєвський Володимир Петрович
71. Слухаєвський Микола Петрович
72. Стадний Йосип Семенович
73. Стрижак Федір Дмитрович
74. Сутулинський Віталій Іванович
75. Таран Іван Митрофанович
76. Тарасюк Адам Михайлович
77. Ханко Максим Єлисейович
78. Хоць Мусій Демидович
79. Цибульський Петро Миколайович
80. Чехівський Володимир Мусійович
81. Чехівський Микола Мусійович
82. Явдась Митрофан Іванович
83. Явтушенко Симон Тимофійович
84. Якименко Гнат Гаврилович
85. Ярещенко Олександр Григорович
86. Ященко Трохим Дмитрович